# Evelyn Selbie
Evelyn Selbie (née le 6 juillet 1871 à Louisville, Kentucky et morte le 7 décembre 1950  à Woodland Hills, Los Angeles, Californie) est une actrice américaine de théâtre et de cinéma dont la carrière cinématographique, débutée dans la période du muet, se poursuivit après l'avènement du parlant, jusqu'à la fin des années 1940. Elle a tourné dans 202 films entre 1911 et 1949.

## Biographie
Née à Louisville, dans le Kentucky, Evelyn Selbie fut dans sa jeunesse une cavalière qui montait en amazone. Au théâtre, elle a eu une carrière sur la scène qui a duré vingt-cinq ans. Après avoir quitté sa région natale, elle s'installe à New York et débute en intégrant le groupe d'acteurs résident du théâtre Proctor. Elle s'est produite dans des pièces comme Human Hearts ou The Cat and the Canary de John Willard. Puis elle tente sa chance à l'ouest où elle obtient un contrat de dix-huit mois au Central Theatre de San Francisco.
Au cinéma, elle débute en 1911 et travaille l'année suivante pour The Essanay Film Manufacturing Company de Gilbert M. Anderson (Broncho Billy Anderson). Parmi les films muets notables qu'Evelyn Selbie a tournés, on peut citer : The Immortal Alamo de William F. Haddock  (1911), The Prisoner's Story de Gaston et Georges Méliès (1912), The Price of Silence de Joseph De Grasse (1916), La Dette de Joseph De Grasse (1917), La Danseuse du Caire (A Cafe in Cairo) de Chester Withey (1924), Nostromo  (The Silver Treasure) de Rowland V. Lee (1926), Camille de Fred Niblo  (1926) ou encore L'Abîme  (Eternal Love) d'Ernst Lubitsch (1929)
Evelyn Selbie est morte au Motion Picture Country Hospital de Los Angeles le 7 décembre 1950 à l'âge de 79 ans, deux semaines après avoir été victime d'une crise cardiaque. Elle est inhumée à l'Inglewood Park Cemetery, à Inglewood, en Californie.

## Filmographie partielle
- 1911 : The Immortal Alamo de William F. Haddock
- 1912 : The Prisoner's Story de Gaston et Georges Méliès
- 1912 : A Woman's Way de Gaston Méliès
- 1912 : Broncho Billy's Mexican Wife de Gilbert M. Anderson
- 1912 : Broncho Billy's Love Affair de Gilbert M. Anderson
- 1913 : Broncho Billy's Gun Play de Gilbert M. Anderson
- 1913 : Broncho Billy and the Western Girls de Gilbert M. Anderson
- 1913 : The Daughter of the Sheriff d'Arthur Mackley
- 1913 : Broncho Billy and the Sheriff's Kid de Gilbert M. Anderson
- 1913 : Broncho Billy and the Step-Sisters de Gilbert M. Anderson
- 1913 : Broncho Billy Reforms de Gilbert M. Anderson
- 1913 : When Love and Honor Called de Gilbert M. Anderson
- 1916 : The Price of Silence de Joseph De Grasse
- 1917 : When Liz Lets Loose de Ruth Ann Baldwin
- 1917 : The Flower of Doom de Rex Ingram
- 1917 : Hand That Rocks the Cradle de Phillips Smalley et Lois Weber
- 1917 : The Flashlight d'Ida May Park
- 1917 : La Dette (Pay Me!) de Joseph De Grasse
- 1917 : Les Sirènes de la mer (Sirens of the Sea) de Allen Holubar
- 1918 : The Grand Passion d'Ida May Park
- 1918 : Le Mignard (Danger, Go Slow) de Robert Z. Leonard
- 1919 : The Red Glove de J. P. McGowan
- 1920 : A Broadway Cowboy de Joseph Franz
- 1920 : The Broken Gate de Paul Scardon
- 1920 : Uncharted Channels d'Henry King
- 1921 : Devil Dog Dawson de Karl R. Coolidge
- 1921 : L'Inexorable (Without Benefit of Clergy) de James Young
- 1922 : Omar the Tentmaker de James Young
- 1923 : Dans la gueule du tigre (en) (The Tiger's Claw) de Joseph Henabery
- 1924 : Mademoiselle Minuit (Mademoiselle Midnight) de Robert Z. Leonard
- 1924 : Poisoned Paradise: The Forbidden Story of Monte Carlo de Louis Gasnier
- 1924 : La Danseuse du Caire (A Cafe in Cairo) de Chester Withey
- 1924 : Romance Ranch de Howard M. Mitchell
- 1924 : Le Glaive de la loi (Name the Man) de Victor Sjöström
- 1925 : The Prairie Pirate d'Edmund Mortimer
- 1925 : Lord Jim de Victor Fleming
- 1926 : The Test of Donald Norton de B. Reeves Eason
- 1926 : Silken Shackles de Walter Morosco
- 1926 : The Country Beyond d'Irving Cummings
- 1926 : Prisonniers de la tempête (Prisoners of the Storm) de Lynn Reynolds
- 1926 : Nostromo  (The Silver Treasure) de Rowland V. Lee
- 1926 : Flame of the Argentine d'Edward Dillon
- 1926 : Into Her Kingdom de Svend Gade
- 1926 : Going Crooked de George Melford
- 1926 : Camille de Fred Niblo
- 1927 : The American de J. Stuart Blackton
- 1928 : L'honneur commande (Freedom of the Press) de George Melford
- 1929 : L'Abîme  (Eternal Love) d'Ernst Lubitsch
- 1929 : The Mysterious Dr. Fu Manchu de Rowland V. Lee
- 1930 : Quand l'amour appelle (Love Comes Along) de Rupert Julian
- 1930 : Dangerous Paradise de William A. Wellman
- 1930 : The Return of Dr. Fu Manchu de Rowland V. Lee
- 1933 : Vol de nuit (Night Flight) de Clarence Brown
- 1935 : A Notorious Gentleman d'Edward Laemmle
- 1937 : Girls Can Play de Lambert Hillyer
- 1938 : Blocus de William Dieterle
- 1940 : La Frontière des diamants (Diamond Frontier) de Harold D. Schuster
- 1941 : White Eagle de James W. Horne (non créditée)
- 1944 : Outlaw Trail de Robert Emmett Tansey (non créditée)
- 1949 : Face au châtiment  (The Doolins of Oklahoma) de Gordon Douglas